# Tisca Chopra
Pour les articles homonymes, voir Chopra.
Tisca Chopra née le 1er novembre 1973 à Kasauli, dans l'état indien de l'Himachal Pradesh est une actrice, auteure et productrice de films indienne.
Taare Zameen Par, son long métrage le plus connu, est choisi pour l'entrée officielle de l'Inde aux Oscars de 2007. Un autre long métrage, Le Secret de Kanwar (Qissa) a sa première au Festival du film de Toronto en 2013 et remporte le prix NETPAC du meilleur film étranger. 

## Jeunesse et famille
Tisca Chopra est née à Kasauli dans une famille d'enseignants. Elle est la petite-nièce de l'écrivain indien Khushwant Singh.
Elle est allée à la Apeejay school, où son père était le directeur. Elle étudie la littérature anglaise à l'Université de Delhi (Hindu College). 
Après avoir terminé ses études, elle déménage à Mumbai et travaille avec les grands noms du théâtre tels que Feroz Abbas Khan (en) et Naseeruddin Shah. 

## Carrière
Elle fait ses débuts au cinéma en 1993 avec Platform, face à Ajay Devgan.
En 2004, elle joue dans Loknayak de Prakash Jha,,,. En 2007, elle apparait dans Taare Zameen Par avec Aamir Khan, où sa performance est saluée. Elle joue ensuite dans le premier film de Nandita Das, Firaaq en 2008,. 
Pour 10ml Love, film basé sur la pièce shakespearienne Le Songe d'une nuit d'été, Tisca est nommée pour la meilleure actrice au 11e Festival annuel du film indien de New York,,. 
Son film Ankur Arora Murder Case, écrit et produit par Vikram Bhatt est sorti en mai 2013,. Ses autres films notables sont Le secret de Kanwar d'Anup Singh, avec Irrfan Khan sorti en 2013,.

### Théâtre
Elle joue dans diverses pièces de théâtre à Mumbai dont Dinner With Friends où son personnage de Dia est une artiste ratée,,,. 

## Vie privée
Chopra est marié à Sanjay Chopra, pilote de ligne pour Air India. Ils ont une fille et vivent à Mumbai. Elle travaille avec plusieurs Organisations non gouvernementale, en faveur de l'éducation et du droits des femmes.

## Filmographie

### Cinéma
| Year | Title               | Rôle           | Langue    | Notes                      |
| ---- | ------------------- | -------------- | --------- | -------------------------- |
| 1993 | 15 August           | Kiran          | Hindi     | sous le nom de Priya Arora |
| 1993 | Platform            | Tina           | Hindi     | sous le nom de Priya Arora |
| 1993 | I Love India        | Priya          | Tamil     | sous le nom de Priya       |
| 2007 | Cape Karma          | Kamini         | Anglais   |                            |
| 2007 | Taare Zameen Par    | Maya Awasthy   | Hindi     |                            |
| 2008 | Firaaq              | Anuradha Desai | Hindi     |                            |
| 2008 | Mayabazar           | Annie          | Malayalam |                            |
| 2010 | 10 ml Love          | Roshni         | Hindi     |                            |
| 2010 | Khushiyaan          | Julie Verma    | Pendjabi  |                            |
| 2013 | Le Secret de Kanwar | Mehar          | Pendjabi  |                            |

### Télévision
| An        | Titre                                    | Rôle          | Remarques                       |
| --------- | ---------------------------------------- | ------------- | ------------------------------- |
| 1999-2000 | Meilleures ventes - Ek Shaam Ki Mulakaat | Sarla         |                                 |
| 2004–2005 | Kahaani Ghar Ghar Kii                    |               |                                 |
| 2019      | Hostages                                 | Dr Mira Anand |                                 |
| 2019      | Beecham House                            | Impératrice   | Série télévisée britannique ITV |

### Courts métrages
| An   | Titre   | Rôle   | Réalisateur     | Ref.   |
| ---- | ------- | ------ | --------------- | ------ |
| 2016 | Chutney | Vanita | Jyoti Kapur Das | [ 28 ] |
| 2017 | Chhuri  | Meera  | Mansi Jain      | [ 29 ] |

## Récompenses et nominations

### Récompenses
- BIG Star Entertainment Awards : Meilleur actrice pour Rahasya[30]
- Filmfare Short Film Awards 2017 : Meilleure actrice pour Chutney[31],[32].

### Nominations
- Prix de la meilleure actrice dans un second rôle de Filmfare pour Taare Zameen Par[33]
- Prix Stardust : Prix de la Meilleure actrice dans un second rôle dans Firaaq
- Star Screen Awards : Prix de la Meilleure actrice dans un second rôle pour Taare Zameen Par[34]
- Prix V. Shantaram : Prix de la Meilleure actrice dans un second rôle pour Taare Zameen Par[35]
- Prix Zee Cine de la meilleure actrice dans un second rôle (féminin) pour Taare Zameen Par[36]